# Walt Disney Animation Studios
Walt Disney Animation Studios je primarna divizija The Walt Disney Companya i jedan od najstarijih animacijskih studija na svijetu. Studio je prije bio dio Walt Disney Productionsa bez jedinstvenog imena. 1934. tijekom proizvodnje prvog Disneyjevog dugometražnog animiranog filma, Snjeguljica i sedam patuljaka, nastaje Walt Disney Feature Animation. 2007. Walt Disney Feature Animation preimenovan je u Walt Disney Animation Studios. Prvi animirani film koji stvoren pod novim imenom bio je Obitelj Robinson.

## Filmografija
Walt Disney Animation Studios proizveo je animirane značajke u nizu animacijskih tehnika, uključujući tradicionalnu animaciju, računalnu animaciju, kombinaciju obje tehnike i animaciju u kombinaciji s igranim scenama uživo. Prvi film studija, Snjeguljica i sedam patuljaka, objavljen je 21. prosinca 1937., a njihov najnoviji film Encanto: Naš čarobni svijet objavljen je 24. studenoga 2021.

### Disneyjevi klasici
Pojam "Disneyjevi klasici (eng.Disney Classics) obično se na hrvatskom i u ostatku svijeta definiraju kao animirani igrani filmovi u produkciji Walt Disney Animation Studija.
| 1.                                                    | Snjeguljica i sedam patuljaka 1     | 1937. | Snjeguljica i sedam patuljaka, Braća Grimm                                                           |
| 2.                                                    | Pinokio 1                           | 1940. | Pinokijeve avanture, Carlo Collodi                                                                   |
| 3.                                                    | Fantazija 1                         | 1940. | Čarobnjakov učenik, Johann Wolfgang von Goethe                                                       |
| 4.                                                    | Dumbo                               | 1941. | "Dumbo, the Flying Elephant", Helen Aberson i Harold Pearl                                           |
| 5.                                                    | Bambi 1                             | 1942. | Bambi, Felix Salten                                                                                  |
| 6.                                                    | Saludos Amigos                      | 1942. | |
| 7.                                                    | The Three Caballeros                | 1944. | |
| 8.                                                    | Make Mine Music                     | 1946. | "Casey at the Bat", Ernest Thayer i "Peter and the Wolf", Sergej Prokofjev                           |
| 9.                                                    | Luckasti i zabavni                  | 1947. | "Little Bear Bongo", Sinclair Lewis i "Jack and the Beanstalk, Benjamin Tabart                       |
| 10.                                                   | Melody Time                         | 1948. | The life of Johnny Appleseed, "Little Toot" by Hardie Gramatky, "Trees" by Joyce Kilmer i Pecos Bill |
| 11.                                                   | Pustolovine Ichaboda i g.Žapca      | 1949. | "The Wind in the Willows" Kenneth Grahame i "The Legend of Sleepy Hollow, Washington Irving          |
| 12.                                                   | Pepeljuga 1                         | 1950. | Pepeljuga, Charles Perrault                                                                          |
| 13.                                                   | Alisa u zemlji čudesa               | 1951. | Alisa u zemlji čudesa i Alisa s one strane ogledala, Lewis Carroll                                   |
| 14.                                                   | Petar Pan                           | 1953. | Petar Pan, James Matthew Barrie                                                                      |
| 15.                                                   | Dama i Skitnica 1                   | 1955. | Happy Dan, the Cynical Dog, Ward Greene                                                              |
| 16.                                                   | Trnoružica 1                        | 1959. | Trnoružica, Charles Perrault                                                                         |
| 17.                                                   | 101 dalmatinac 1                    | 1961. | The Hundred and One Dalmatians, Dodie Smith                                                          |
| 18.                                                   | Mač u kamenu                        | 1963. | The Sword in the Stone T. H. White                                                                   |
| 19.                                                   | Knjiga o džungli 1                  | 1967. | Knjiga o džungli, Rudyard Kipling                                                                    |
| 20.                                                   | Mačke iz visokog društva            | 1970. | The Secret Origin of The Aristocats, Tom McGowan i Tom Rowe                                          |
| 21.                                                   | Robin Hood                          | 1973. | Legende Robina Hooda                                                                                 |
| 22.                                                   | Velike pustolovine Winnieja Pooha   | 1977. | Winnie Pooh, A. A. Milne                                                                             |
| 23.                                                   | Spasitelji                          | 1977. | The Rescuers, Margery Sharp                                                                          |
| 24.                                                   | Lisica i pas                        | 1981. | The Fox and the Hound, Daniel P. Mannix                                                              |
| 25.                                                   | Crni kotao                          | 1985. | The Chronicles of Prydain, Lloyd Alexander                                                           |
| 26.                                                   | Veliki miš detektiv                 | 1986. | Basil of Baker Street, Eve Titus                                                                     |
| 27.                                                   | Oliver i kompanija                  | 1988. | Oliver Twist, Charles Dickens                                                                        |
| 28.                                                   | Mala sirena 1                       | 1989. | Mala sirena, Hans Christian Andersen                                                                 |
| 29.                                                   | Spasitelji u Australiji             | 1990. | The Rescuers, Margery Sharp                                                                          |
| 30.                                                   | Ljepotica i zvijer 1                | 1991. | Beauty and the Beast, Jeanne-Marie Leprince de Beaumont                                              |
| 31.                                                   | Aladin 1                            | 1992. | Aladinove čarobne lampe iz knjige Tisuću i jedna noć                                                 |
| 32.                                                   | Kralj lavova 1                      | 1994. | Hamlet, William Shakespeare                                                                          |
| 33.                                                   | Pocahontas                          | 1995. | Život Pocahontas                                                                                     |
| 34.                                                   | Zvonar crkve Notre Dame             | 1996. | Zvonar crkve Notre-Dame, Victor Hugo                                                                 |
| 35.                                                   | Herkul                              | 1997. | Grčki mit o Herkulu                                                                                  |
| 36.                                                   | Mulan                               | 1998. | Ballad of Mulan, Guo Maoqian                                                                         |
| 37.                                                   | Tarzan 1                            | 1999. | Tarzan of the Apes- Pustolovine o Tarzanu, Edgar Rice Burroughs                                      |
| 38.                                                   | Fantazija 2000 1                    | 1999. | Postojani kositreni vojnik, Hans Christian Andersen                                                  |
| 39.                                                   | Dinosaur                            | 2000. | |
| 40.                                                   | Careva nova ćud                     | 2000. | |
| 41.                                                   | Atlantida: Izgubljeno carstvo       | 2001. | Legenda o Atlantidi                                                                                  |
| 42.                                                   | Lilo i Stitch                       | 2002. | Neobjavljena Chris Sandersova dječja knjiga                                                          |
| 43.                                                   | Planet s blagom                     | 2002. | Otok s blagom, Robert Louis Stevenson                                                                |
| 44.                                                   | Legenda o medvjedu 1                | 2003. | |
| 45.                                                   | Pobuna na farmi 1                   | 2004. | |
| 46.                                                   | Žuta minuta 1                       | 2005. | Henny Penny narodna priča                                                                            |
| 47.                                                   | Obitelj Robinson 1                  | 2007. | A Day with Wilbur Robinson, William Joyce                                                            |
| 48.                                                   | Grom 1                              | 2008. | |
| 49.                                                   | Princeza i žabac 1                  | 2009. | Žablja princeza, E. D. Baker                                                                         |
| 50.                                                   | Vrlo zapetljana priča 1             | 2010. | Matovilka, Braća Grimm                                                                               |
| 51.                                                   | Medvjedić Winnie 1                  | 2011. | Winnie Pooh, A. A. Milne                                                                             |
| 52.                                                   | Krš i lom 1                         | 2012. | |
| 53.                                                   | Snježno kraljevstvo 1               | 2013. | Snježna kraljica, Hans Christian Andersen                                                            |
| 54.                                                   | Ekipa za 6 1                        | 2014. | Strip Big Hero 6, Man of Action Entertainment                                                        |
| 55.                                                   | Zootropola 1                        | 2016. | |
| 56.                                                   | Vaiana: Potraga za mitskim otokom 1 | 2016. | Havajski mit o Māuiju                                                                                |
| 57.                                                   | Ralph ruši internet: Krš i lom 2 1  | 2018. | |
| 58.                                                   | Snježno kraljevstvo 2 1             | 2019. | Snježna kraljica, Hans Christian Andersen                                                            |
| 59.                                                   | Raya i posljednji zmaj 1            | 2021. | Nāga mitologija jugoistočne Azije                                                                    |
| 60.                                                   | Encanto: Naš čarobni svijet 1       | 2021. | |
| 61.                                                   | Čudesan svijet 1                    | 2022. | |
| 62.                                                   | Želja                               | 2023. | |
| 63.                                                   | Moana 2                             | 2024. | Havajski mit o Māuiju                                                                                |
| 64.                                                   | Zootropola 2                        | 2025. | |
| 65.                                                   | Snježno kraljevstvo 3               | 2026. | Snježna kraljica, Hans Christian Andersen                                                            |
| Bilješke: 1. Film je sinkroniziran na hrvatski jezik. |                                     |       | |

### Kratki filmovi
Od Alice Comedies u 1920-ima, Walt Disney Animation Studios producirao je niz istaknutih kratkih filmova, uključujući crtiće Mikija Mausa i seriju Silly Symphonies, sve dok odjel studija za crtane filmove nije zatvoren 1956. godine. Mnoge od tih kratkih filmova pružile su studiju medij za eksperimentiranje s novim tehnologijama koje će koristiti u procesu snimanja filmova, kao što je sinkronizacija zvuka u Steamboat Willie (1928.), integracija technicolor procesa u Flowers and Trees (1932.), višenamjenska kamera u The Old Mill  (1937.), proces kserografije u Goliath II (1960.) i ručno nacrtana/CGI hibridna animacija u Off His Rockers (1992.), Paperman (2012.) i Get a Horse! (2013).
Od 2001. do 2008. godine Disney je objavio Walt Disney Treasures, ograničenu kolekcionarsku DVD seriju, koja slavi 100. rođendan Walta Disneyja.
Disney je 18. kolovoza 2015. objavio dvanaest kratkih animiranih filmova pod nazivom: Walt Disney Animation Studios Short Films Collection koji između ostalog uključuje Tick Tock Tale (2010.) redatelja Deana Wellinsa i Prep & Landing – Operation: Secret Santa (2010.) koji su napisali i režirali Kevin Deters i Stevie Wermers-Skelton. Dana 22. ožujka 2017. spomenuti kratki filmovi objavljeni su na Netflixu.

### Televizijski program
Walt Disney Animation Studios najavio je širenje na televizijski program 2020. godine, a trenutno producira 5 originalnih emisija za Disney+.
Predstave uključuju Baymax! i Zootopia+ za 2022., Iwájú i Tiana, za 2023. i Moana: The Series za 2024.
| Naslov              | Mreža   | Datum                          |
| ------------------- | ------- | ------------------------------ |
| Short Circuit       | Disney+ | 24. siječnja 2020. – još traje |
| How to Stay at Home | Disney+ | 11. kolovoza 2021.             |
| Olaf Presents       | Disney+ | 12. studenoga 2021.            |

## Disney na hrvatskom
Gotovo je postalo pravilo da skoro svi dugometražni animirani filmovi iz renomiranih svjetskih animacijskih studija u Hrvatsku dolaze u lokaliziranom obliku. Najčešće je riječ o sinkronizaciji (full dubbing) koju rade profesionalni glumci i redatelji. Prvi Disneyjev film koji je progovorio hrvatski jezik je bio Kralj lavova, 2003., kasnije i ostali. Često su u hrvatskim sinkronizacijama učestvovali najpoznatiji hrvatski pjevači kao što su Oliver Dragojević, Toni Cetinski, Natali Dizdar, Gibonni, Mile Kekin, Edo Maajka, Dino Jelusić i ostali.
Osim najnovijih Disneyjevih animiranih filmova, koji uglavnom svoju distribuciju u Hrvatskoj počinju u kinima, sinkroniziraju se i Disneyjevi najstariji klasici koji se izdaju u platinastim i dijamantnim DVD i Blu-ray izdanjima (Disney Platinum Editions i Disney Diamond Editions) ili dvostrukim DVD posebnim izdanjima. Tako je 2009. sinkroniziran najstariji Disneyjev klasik - Snjeguljica i sedam patuljaka.
Hrvatsku sinkronizaciju u početku je radio ATER Studio, dok sada najčešće to radi Livada produkcija, produkcijska kuća Continental filma - glavnog distributera Disneyjevih filmova u Hrvatskoj i Sloveniji.
Hrvatski jezik je službeni jezik Disney Character Voices International Inc. i jedan od prvih jezika iz regije (uz mađarski i talijanski).

### Dugometražni animirani filmovi sinkronizirani na hrvatski jezik:
Za sinkronizirane Disneyjevi klasike vidi Disneyjevi klasici, a za sinkronizirane Pixarove filmove vidi Pixar.
- Zov divljine

#### DisneyToon studio filmovi i nastavci Disneyjevih klasika sinkronizirani na hrvatski
- Povratak Jafara
- Aladin i kralj lopova
- Kralj lavova 2: Simbin ponos
- Medvjedić Winnie: Vesela godina
- Knjiga o džungli 2
- Kralj lavova 3: Hakuna Matata
- Tarzan 2
- Bambi 2
- Zvončica
- Zvončica i izgubljeno blago
- Zvončica i veličanstveno vilinsko spašavanje
- Zvončica i tajna krila
- Zvončica i gusarska vila
- Zvončica i čudovište iz Nigdjezemske
- Avioni
- Avioni 2: Nebeski vatrogasci

## Vanjske poveznice
- Službena stranica